# スキマスイッチ TOUR 2015 “SUKIMASWITCH”-SPECIAL-THE MOVIE
『スキマスイッチ TOUR 2015 “SUKIMASWITCH”-SPECIAL-THE MOVIE』は、スキマスイッチのライブBlu-ray、DVD。

## 解説
- 「スキマスイッチ TOUR 2015 “SUKIMASWITCH”SPECIAL」の日本武道館でのライブ映像を収録。
- 初回生産限定盤・通常盤の2種同時発売。初回生産限定盤は、透明スリーブケース仕様でLIVE PASSステッカー付属。
- 2015年11月7日に全国9劇場でプレミアム上映会を実施。

## バンドメンバー
- 大橋卓弥 – Vocal, Guitar
- 常田真太郎 – Piano, Rhodes, Clavinet, Chorus
- 石成正人 – Guitar, Chorus
- 種子田健 – Bass
- 村石雅行 – Drums
- 浦清英 – Keyboards, Organ
- 松本智也 – Percussion, Chorus, Guitar
- 田中充 – Trumpet, Chorus
- 本間将人 – Sax, Flute, Keyboards, Chorus

## 収録曲
1. OPENING
2. Ah Yeah!!
3. トラベラーズ・ハイ
4. 夏のコスモナウト
5. 双星プロローグ
6. アイスクリーム シンドローム
7. 思い出クロール
8. 願い言
9. 僕と傘と日曜日
10. life×life×life
11. 蝶々ノコナ
12. ムーンライトで行こう
13. ゴールデンタイムラバー
14. ゲノム
15. パラボラヴァ
16. ガラナ
17. ユリーカ
18. 星のうつわ
19. 1017小節のラブソング -encore-
20. 全力少年 -encore-
21. SF -encore-
22. 奏（かなで） -W encore- （BONUS MOVIE）
23. Documentary & Interview （BONUS MOVIE）

## 初回特典収録内容
- 透明スリーブケース
- LIVE PASSステッカー
- LIVE ALBUM「スキマスイッチ TOUR 2015 “SUKIMASWITCH”SPECIAL」の初回生産限定盤とのW購入者抽選特典応募ハガキを封入。